# Helvis de Milly
 (signalé en mai 2025).
Si vous disposez d'ouvrages ou d'articles de référence ou si vous connaissez des sites web de qualité traitant du thème abordé ici, merci de compléter l'article en donnant les références utiles à sa vérifiabilité et en les liant à la section « Notes et références ».
- Archive Wikiwix
- Bing
- Cairn
- DuckDuckGo
- E. Universalis
- Gallica
- Google
- G. Books
- G. News
- G. Scholar
- Persée
- Qwant
- (zh) Baidu
- (ru) Yandex
- (wd) trouver des œuvres sur Wikidata

Helvis de Milly, fille d'Henri le Buffle, seigneur d'Arabia Petra, et d'Agnès Grenier, fille d'Eustache Ier Grenier, comte de Sidon et seigneur de Césarée.
Elle avait épousé Adam III, seigneur de Bethsan, et eut de lui :
- Gramand II de Bethsan, seigneur de Bethsan.